# Xian Wu Chuan
Xian Wu Chuan (кит.: 仙武传 第; англ. Legend of Xianwu / King of Martial Arts / Xianwu Dizun / Xianwu Emperor) — китайське донхва від студії Xiaoming Taiji в жанрах Екшен, Пригоди, та Фентезі, яке транслюється на китайській онлайн-відеоплатформі Youku із 2023 року.

## Сюжет
Як вірний послідовник, Є Чень присвятив себе охороні своєї секти. Але під час боротьби з ворогами його духовне поле було знищено, а його самого безсоромно вигнали із секти. Зрада близьких і втрата віри в колишні ідеали спонукають його до пошуку власної ідентичності. А випадкова зустріч із небесним вогнем стає каталізатором його трансформації, перетворюючи його на могутнього культиватора. Знайшовши новий шлях до самореалізації Є Чен долає численні випробування та перешкоди, щоб досягти вершини бойових мистецтв. 